# Diecezja Abaetetuba
Diecezja Abaetetuba (łac. dioecesis Abaëtetubensis) – diecezja rzymskokatolicka w Brazylii stanowiąca sufraganię archidiecezji Belém do Pará. 

## Historia
Diecezja powstała 25 listopada 1961 z części diecezji archidiecezji Belém do Pará, początkowo jako prałatura terytorialna Abaeté do Tocantins. 4 sierpnia 1981 prałatura została podniesiona do rangi diecezji.

## Główne świątynie
- Katedra: Katedra Niepokalanego Poczęcia Najświętszej Maryi Panny w Abaetetubie

## Biskupi

### Prałaci terytorialni
- Giovanii (João) Gazza SX (12 listopada 1962 – 19 września 1966, następnie mianowany generałem ojców misjonarzy ksaweriańskich)
- Angelo Frosi (Frozi) SX (2 lutego 1970 – 4 sierpnia 1981)

### Biskupi diecezjalni
- Angelo Frosi (4 sierpnia 1981 - zmarł 28 czerwca 1995)
- Flavio Giovenale SDB (8 października 1997 – 19 września 2012, następnie mianowany biskupem Santarém)[1]
- José Maria Chaves dos Reis (od 3 lipca 2013)[2]

## Dane statystyczne
Dane nie uwzględniają zmian terytorialnych.
| Rok                                      | Katolicy                                 | Populacja                                | Odsetek katolików                        | Księża diecezjalni                       | Księża zakonni                           | Księża łącznie                           | Katolicy/księdza                         | Stali diakoni                            | Zakonnicy                                | Zakonnice                                | Parafie                                  | Źródło                                   |
| Prałatura niezależna Abaeté do Tocantins | Prałatura niezależna Abaeté do Tocantins | Prałatura niezależna Abaeté do Tocantins | Prałatura niezależna Abaeté do Tocantins | Prałatura niezależna Abaeté do Tocantins | Prałatura niezależna Abaeté do Tocantins | Prałatura niezależna Abaeté do Tocantins | Prałatura niezależna Abaeté do Tocantins | Prałatura niezależna Abaeté do Tocantins | Prałatura niezależna Abaeté do Tocantins | Prałatura niezależna Abaeté do Tocantins | Prałatura niezależna Abaeté do Tocantins | Prałatura niezależna Abaeté do Tocantins |
| ---------------------------------------- | ---------------------------------------- | ---------------------------------------- | ---------------------------------------- | ---------------------------------------- | ---------------------------------------- | ---------------------------------------- | ---------------------------------------- | ---------------------------------------- | ---------------------------------------- | ---------------------------------------- | ---------------------------------------- | ---------------------------------------- |
| 1966                                     | 155 000                                  | 160 000                                  | 96.9%                                    |                                          | 15                                       | 15                                       | 10 333                                   |                                          | 2                                        | 11                                       | 6                                        | ap1967                                   |
| 1970                                     | 175 000                                  | 185 000                                  | 94.6%                                    |                                          | 15                                       | 15                                       | 11 666                                   |                                          | 15                                       | 12                                       | 6                                        | ap1971                                   |
| 1976                                     | 160 000                                  | 170 000                                  | 94.1%                                    | 1                                        | 24                                       | 25                                       | 6 400                                    |                                          | 28                                       | 26                                       | 3                                        | ap1977                                   |
| 1980                                     | 185 000                                  | 205 000                                  | 90.2%                                    |                                          | 36                                       | 36                                       | 5 138                                    |                                          | 41                                       | 26                                       | 6                                        | ap1981                                   |
| Diecezja Abaetetuba                      |                                          |                                          |                                          |                                          |                                          |                                          |                                          |                                          |                                          |                                          |                                          |                                          |
| 1990                                     | 211 000                                  | 241 000                                  | 87.6%                                    | 2                                        | 18                                       | 20                                       | 10 550                                   |                                          | 20                                       | 25                                       | 9                                        | ap1991                                   |
| 1999                                     | 344 000                                  | 369 000                                  | 93.2%                                    | 6                                        | 13                                       | 19                                       | 18 105                                   |                                          | 15                                       | 26                                       | 9                                        | ap2000                                   |
| 2000                                     | 348 000                                  | 373 000                                  | 93.3%                                    | 7                                        | 13                                       | 20                                       | 17 400                                   |                                          | 15                                       | 25                                       | 9                                        | ap2001                                   |
| 2001                                     | 340 000                                  | 415 000                                  | 81.9%                                    | 9                                        | 16                                       | 25                                       | 13 600                                   |                                          | 18                                       | 36                                       | 12                                       | ap2002                                   |
| 2002                                     | 344 000                                  | 421 000                                  | 81.7%                                    | 9                                        | 16                                       | 25                                       | 13 760                                   |                                          | 18                                       | 37                                       | 12                                       | ap2003                                   |
| 2003                                     | 290 500                                  | 415 000                                  | 70.0%                                    | 11                                       | 16                                       | 27                                       | 10 759                                   |                                          | 17                                       | 34                                       | 12                                       | ap2004                                   |
| 2004                                     | 303 729                                  | 427 066                                  | 71.1%                                    | 11                                       | 16                                       | 27                                       | 11 249                                   |                                          | 17                                       | 33                                       | 12                                       | ap2005                                   |
| 2005                                     | 317 350                                  | 446 976                                  | 71.0%                                    | 11                                       | 15                                       | 26                                       | 12 205                                   |                                          | 16                                       | 36                                       | 12                                       | ap2006                                   |
| 2006                                     | 321 000                                  | 453 000                                  | 70,9%                                    | 12                                       | 13                                       | 25                                       | 12 840                                   |                                          | 14                                       | 34                                       | 12                                       | ap2007                                   |
| 2011                                     | 348 000                                  | 486 000                                  | 71,6%                                    | 17                                       | 14                                       | 31                                       | 11 225                                   |                                          | 16                                       | 28                                       | 18                                       | ap2012                                   |
| 2012                                     | 351 000                                  | 490 000                                  | 71,6%                                    | 18                                       | 14                                       | 32                                       | 10 968                                   |                                          | 16                                       | 24                                       | 18                                       | ap2013                                   |
| 2015                                     | 365 775                                  | 603 788                                  | 60,6%                                    | 20                                       | 16                                       | 36                                       | 10 160                                   |                                          | 17                                       | 22                                       | 16                                       | ap2016                                   |